# Lisova (metrostation)
Lisova (Oekraïens: Лісова, ⓘ) is een station van de metro van Kiev. Het station werd geopend op 5 december 1979 en is het oostelijke eindpunt van de Svjatosjynsko-Brovarska-lijn. Het metrostation bevindt zich aan de rand van de stad op de linkeroever van de Dnjepr. Zijn naam ("Bos") dankt station Lisova aan zijn ligging nabij een bos ten oosten van Kiev. Voor 1991 werd het station Pionerska ("Pionier") genoemd.
Het station ligt bovengronds, parallel aan de Brovarskyj prospekt (Brovarylaan). Aan beide uiteinden is het eilandperron verbonden met voetgangerstunnels onder de sporen en de naastgelegen hoofdweg. Aan de oostzijde van het station, tussen de sporen, staat een dienstgebouw van de metro.